# カラムナリス病

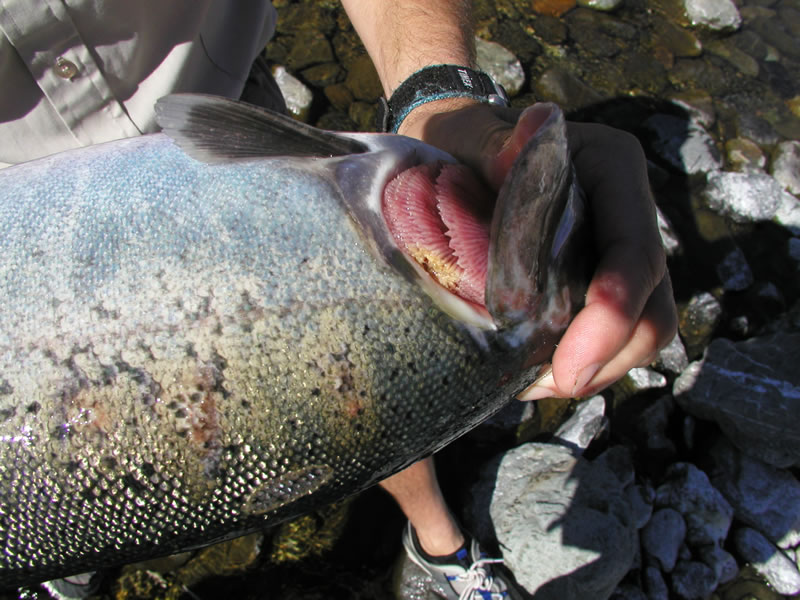
カラムナリス病罹患キングサーモンの鰓

カラムナリス病（カラムナリスびょう、英:columnaris disease）とはFlavobacterium columnare(en)感染を原因とする魚類の感染症。水温15℃以上でウナギ、コイ、アユなどに発生し、口ぐされ、鰭ぐされ、尾ぐされ、鰓ぐされを引き起こす。病変部である鰓や皮膚の生標本では特徴的な柱状構造物（column）が認められる。Flavobacterium columnareはサイトファガ寒天培地、TY寒天培地などの培地で、黄色から橙色の辺縁樹枝状の扁平なコロニーを形成する。治療には塩水浴が有効である。ワクチンは実用化されていない。
| 材料             | 用量   |
| ---------------- | ------ |
| バクトトリプトン | 3g     |
| 酵母エキス       | 2g     |
| 寒天             | 15g    |
| 蒸留水           | 1000ml |